# Ingeniørerne slå Feltbro
Ingeniørerne slå Feltbro er en dansk dokumentarisk optagelse fra 1907 foretaget af Peter Elfelt. 

## Handling
Ingeniørsoldater påbegynder feltbro ved at lægge planker over pontonbåde.